# Otobreda 76 mm
L’Otobreda 76 mm est un canon d'artillerie navale de moyen calibre fabriqué depuis 1964 par la société italienne Otobreda (rebaptisée OTO Melara en 2001 et fusionnée dans le groupe Leonardo-Finmeccanica, avec diverses versions ayant suivi l'évolution technologique.
Ce canon à tir rapide (jusqu'à 120 coups par minute) dispose d’une capacité multirôle (anti-surfaces, antiaérienne et antimissile). De par sa taille compacte et sa masse (moins de 4 tonnes à vide), il peut être installé sur n'importe quelle classe de bâtiments. Pour ces raisons, ce canon est le plus utilisé sur des navires au monde, avec plus de 1000 unités dans les marines de 53 nations.

## Copie
Le 27 septembre 2006, l'Iran a annoncé avoir commencé la production en grande série du canon Fajr-27 (en), copie conforme de l'Otobreda.

## Bâtiments équipés
- Frégates :
  - Classe Oliver Hazard Perry (États-Unis)
  - Classe Nansen (Norvège)
  - Classe Bremen (Allemagne)
  - Classe Brandenburg (frégate) (Allemagne)
  - Classe Sachsen (2001) (Allemagne)
  - Classe Valour (Afrique du Sud)
  - classe Karel Doorman (Pays-Bas)
  - Classe Sigma (Pays-Bas)
  - Classe Cheng Kung (Taïwan)
  - Classe Horizon (France-Italie)
  - Frégate multimission (France-Italie)
  - Frégate de Défense et d'Intervention (France)
  - Classe Jose Rizal (Philippines)
  - Classe Miguel Malvar (Philippines)
  - Frégate Léopold 1er (Belgique)
- Destroyers :
  - Classe Audace (Italie)
  - Classe Luigi Durand de la Penne (Italie)
  - Classe Iroquois (Canada)
- Vedettes :
  - Classe Skjold (Norvège)
  - Classe Flyvefisken (Danemark)
  - Classe Jacinto (Philippines}
  - Classe Hamilton (USCG)
  - Classe Bear (USCG)
- Corvettes :
  - Classe Minerva (Italie)
  - Classe Pohang (Corée du Sud)
  - Classe Baynunah (Émirats arabes unis)
  - Classe Braunschweig (Allemagne)
  - Classe Tiger (Allemagne)
  - Classe Albatros (Allemagne)
  - Classe Gepard (Allemagne)
  - Classe Kamorta (Inde)
  - Classe Roisin (Irlande)
  - Classe PR-72P (Pérou)
  - Classe Descubierta (Espagne)
  - Classe Sigma (Pays-Bas)
- Patrouilleurs :
  - Classe Sa'ar III (Israël)
  - Classe Sa'ar IV (Israël)
  - Classe Sa'ar 4.5 (Israël)
- Hydroptères :
  - Classe Pegasus (USA)
  - Classe Nibbio (Italie)
- LPD :
  - Classe San Giorgio (Italie-Algérie)

## Sources
- Site http://www.leonardocompany.com (Traduction partielle)